# NHK Trophy de 1979
NHK Trophy de 1979 foi a primeira edição do NHK Trophy, um evento anual de patinação artística no gelo organizado pela Federação Japonesa de Patinação (em japonês:  日本スケート連盟). A competição foi disputada entre os dias 26 de outubro e 28 de outubro, na cidade de Tóquio, Japão.

## Eventos
- Individual masculino
- Individual feminino
- Duplas
- Dança no gelo

## Medalhistas
| Evento                        | Ouro                                               | Prata                                                | Bronze                                                     |
| Individual masculino detalhes | Robin Cousins · Reino Unido                        | Fumio Igarashi · Japão                               | David Santee · Estados Unidos                              |
| Individual feminino detalhes  | Emi Watanabe · Japão                               | Lisa-Marie Allen · Estados Unidos                    | Sandy Lenz · Estados Unidos                                |
| Duplas detalhes               | Irina Vorobieva · Igor Lisovski · União Soviética  | Vicki Heasley · Robert Waggenhoffer · Estados Unidos | Sheryl Franks · Michael Botticelli · Estados Unidos        |
| Dança no gelo detalhes        | Irina Moiseeva · Andrei Minenkov · União Soviética | Jayne Torvill · Christopher Dean · Reino Unido       | Natalia Karamisheva · Rostislav Sinitsin · União Soviética |

## Resultados

### Individual masculino
| Pos.              | Nome              | Nacionalidade   | PC | PL |
| ----------------- | ----------------- | --------------- | -- | -- |
| Medalha de ouro   | Robin Cousins     | Reino Unido     | 1  | 1  |
| Medalha de prata  | Fumio Igarashi    | Japão           | 2  | 2  |
| Medalha de bronze | David Santee      | Estados Unidos  | 3  | 4  |
| 4                 | Scott Hamilton    | Estados Unidos  | 6  | 3  |
| 5                 | Mitsuru Matsumura | Japão           | 4  | 7  |
| 6                 | Takeshi Mura      | Japão           | 8  | 5  |
| 7                 | Shinji Someya     | Japão           | 9  | 6  |
| 8                 | Vladimir Kotin    | União Soviética | 7  | 8  |
| 9                 | Alexander Fadeev  | União Soviética | 5  | 9  |
| 10                | Istvan Simon      | Hungria         | 11 | 10 |
| 11                | Wenyi Cong        | China           | 10 | 11 |

### Individual feminino
| Pos.              | Nome                 | Nacionalidade   | PC | PL |
| ----------------- | -------------------- | --------------- | -- | -- |
| Medalha de ouro   | Emi Watanabe         | Japão           | 1  | 1  |
| Medalha de prata  | Lisa-Marie Allen     | Estados Unidos  | 3  | 2  |
| Medalha de bronze | Sandy Lenz           | Estados Unidos  | 4  | 3  |
| 4                 | Susan Driano         | Itália          | 2  | 5  |
| 5                 | Karin Riediger       | Alemanha        | 7  | 4  |
| 6                 | Mariko Yoshida       | Japão           | 6  | 6  |
| 7                 | Myo Shil Kim         | Coreia do Norte | 5  | 7  |
| 8                 | Masako Kato          | Japão           | 10 | 8  |
| 9                 | Anita Siegfried      | Suíça           | 11 | 10 |
| 10                | Megumi Yanagihara    | Japão           | 12 | 9  |
| 11                | Reiko Kobayashi      | Japão           | 9  | 11 |
| 12                | Yoko Yakushi         | Japão           | 8  | 13 |
| 13                | Svetlana Frantsuzova | União Soviética | 13 | 12 |
| 14                | Sonja Stanek         | Áustria         | 14 | 14 |
| 15                | Hae-Sook Shin        | Coreia do Sul   | 15 | 15 |
| 16                | Zhiying Liu          | China           | 16 | 16 |

### Duplas
| Pos.              | Nome                                | Nacionalidade   | PC | PL |
| ----------------- | ----------------------------------- | --------------- | -- | -- |
| Medalha de ouro   | Irina Vorobieva / Igor Lisovski     | União Soviética | 1  | 1  |
| Medalha de prata  | Vicki Heasley / Robert Waggenhoffer | Estados Unidos  | 3  | 2  |
| Medalha de bronze | Sheryl Franks / Michael Botticelli  | Estados Unidos  | 4  | 3  |
| 4                 | Veronika Pershina / Marat Akbarov   | União Soviética | 2  | 5  |
| 5                 | Yukiko Okabe / Takashi Mura         | Japão           | 5  | 4  |
| 6                 | Kyoko Hagiwara / Hisao Ozaki        | Japão           | 6  | 6  |

### Dança no gelo
| Pos.              | Nome                                     | Nacionalidade   | DO | DL |
| ----------------- | ---------------------------------------- | --------------- | -- | -- |
| Medalha de ouro   | Irina Moiseeva / Andrei Minenkov         | União Soviética | 1  | 1  |
| Medalha de prata  | Jayne Torvill / Christopher Dean         | Reino Unido     | 2  | 2  |
| Medalha de bronze | Natalia Karamisheva / Rostislav Sinitsin | União Soviética | 4  | 3  |
| 4                 | Stacey Smith / John Summers              | Estados Unidos  | 3  | 4  |
| 5                 | Jana Berankova / Jan Bartak              | Tchecoslováquia | 5  | 5  |
| 6                 | Hola Jindra / Karel Foltan               | Tchecoslováquia | 6  | 6  |
| 7                 | Michiko Abe / Nozomi Sakai               | Japão           | 7  | 7  |

## Quadro de medalhas
| Ordem | País            | Medalha de ouro | Medalha de prata | Medalha de bronze |    | Ordem por total |
| ----- | --------------- | --------------- | ---------------- | ----------------- | -- | --------------- |
| 1     | União Soviética | 2               |                  | 1                 | 3  | 2               |
| 2     | Japão           | 1               | 1                |                   | 2  | 3               |
| 2     | Reino Unido     | 1               | 1                |                   | 2  | 3               |
| 4     | Estados Unidos  |                 | 2                | 3                 | 5  | 1               |
| TOTAL | TOTAL           | 4               | 4                | 4                 | 12 | —               |